# Harri Toivonen
Harri Toivonen (ur. 22 października 1960 w Helsinkach) – fiński kierowca wyścigowy i rajdowy.

## Kariera
Toivonen rozpoczął karierę w międzynarodowych wyścigach samochodowych w 1988 roku od startów w wyścigu Kemora 500 Midnight Sun Race, którego jednak nie ukończył. W późniejszych latach Fin pojawiał się także w stawce Finnish Touring Car Championship, Niemieckiego Pucharu Porsche Carrera, World Sports-Prototype Championship, Sportscar World Championship, 24-godzinnego wyścigu Le Mans, Sports Racing World Cup, American Le Mans Series oraz Grand American Rolex Series.
W latach 1980–1988 Fin startował w wybranych wyścigach zaliczanych do klasyfikacji Rajdowych Mistrzostw Świata.

## Wyniki w 24h Le Mans
| Rok  | Zespół                | Partnerzy                        | Samochód         | Klasa  | Okr. | Poz. | Klasa Pos. |
| ---- | --------------------- | -------------------------------- | ---------------- | ------ | ---- | ---- | ---------- |
| 1991 | Porsche Kremer Racing | Manuel Reuter JJ Lehto           | Porsche 962CK6   | C2     | 343  | 9    | 9          |
| 1992 | British Racing Motors | Wayne Taylor Richard Jones       | BRM P351         | C1     | 20   | NU   | NU         |
| 1996 | Kremer Racing         | Christophe Bouchut Jürgen Lässig | Kremer K8 Spyder | LMP1   | 110  | NU   | NU         |
| 1997 | Pacific Racing Ltd.   | Eliseo Salazar Jésus Pareja      | BRM P301-Nissan  | LMP    | 6    | NU   | NU         |
| 2001 | Team Ascari           | Werner Lupberger Ben Collins     | Ascari A410-Judd | LMP900 | 134  | NU   | NU         |